# Ран'єро Канталамеса
Ран'єро Канталамеса (нар. 22 липня 1934, Коллі-дель-Тронто, Італія) — італійський священник та монах ордену капуцинів. Служить проповідником Папського престолу з 1980 року, зокрема, проповідував папі Івану-Павлу ІІ, папі Бенедикту XVI і проповідує папі Франциску.

## Біографія

### Раннє життя та освіта
Ран'єро Канталамеса народився у Коллі-дель-Тронто (Італія) 22 липня 1934 року. Висвячений у сан священника у чині братів менших капуцинів у 1958 році. Кандидат наук теології та класичної літератури. Раніше він служив як професор давньої християнської історії та директор Департаменту духовних наук в Католицькому університеті Святого Серця в Мілані, звідки пішов у відставку в 1979 році. Канталамесса також служив як член Міжнародної богословської комісії з 1975 до 1981 року.

### Проповідник папського двору
Папа Іван Павло II призначив Канталамесу на посаду проповідника папського двору у 1980 році. Станом на 2015 рік, він продовжує обіймати цю посаду, під час понтифікату папи Франциска. На цій посаді він проводить реколекції-медитації Папі та іншим високопоставленим чиновникам щоп'ятниці під час Великого та Різдвяного постів і є єдиною людиною, якій дозволяється проповідувати Папі.
Канталамеса, частий проповідник, також є членом католицької делегації для діалогу з п'ятидесятницькими церквами. В даний час він веде щотижневу програму на радіо-телебаченні Італії.

### Віднова у Святому Дусі
Отець Ран'єро Канталамеса є відомим апологетом руху Віднови у Святому Дусі в католицькій церкві. Зокрема, у березні 2011 року на міжнародному колоквіумі з вивчення «хрещення Духом», він заявив, що основним наслідком так званого «хрещення Святим Духом» є збільшення бажання свідчити про Христа., а також, що «на відміну від багатьох інших харизматичних і пророцьких груп, відомих у церковній історії, католицький рух „Віднова в Святому Дусі“ завжди мав потужні церковні коріння. З вищезазначеними рухами його ріднить здатність привносити в життя зміни, а відрізняє від них вірність інституційній Церкві. Він черпає свої натхнення не тільки з самого по собі відновлення в Дусі, а й з підтримки ієрархії, особливо Пап Павла VI, Йоана Павла II і Бенедикта XVI».
За словами Сальваторе Мартінеса, президента католицької харизматичної віднови в Італії, на зустрічі руху у Ріміні в 2013 році, проповідник Папського двору постійно відвідує зустрічі руху харизматичної віднови, починаючи із першої у 1978 році.
За словами отця, Католицька Харизматична Віднова є «радісний досвід Божої благодаті». Також, на запитання про те, як він прийшов до Віднови, Ран'єро відповів: «Я не прийшов до неї. Хтось привів мене туди. Коли я молився псалмами, вони здавалися написані для мене наперед. Потім, коли я пішов зі станції в Нью-Джерсі у монастир капуцинів у Вашингтоні, я відчував себе притягнутим до Церкви, як магнітом, і це було відкриття молитви — і це була молитва Трійці. Здавалося, що Богу-Отцю не терпиться поговорити зі мною про Ісуса, і Ісус хотів відкрити Отця мені. Я думаю, що Господь дав мені прийняти, після великого опору, виверження, хрещення в Дусі, і тоді багато інших речей трапилося з часом.»

### Відомі висловлювання
У грудні 2006 року, Канталамесса закликав Папу Бенедикта у різдвяній проповіді оголосити день посту і покаяння у відповідь на сексуальні злочини духовенства в Римсько-католицької церкви щодо дітей. Однак не було ніяких повідомлень про реакцію з боку Папи.
У 2010 році, Канталамесса створив суперечку з приводу його проповіді у Страсну п'ятницю в базиліці Святого Петра. Згідно ЗМІ, він дав зрозуміти, що сенсаційне освітлення жорстокого поводження з дітьми та приховування в Римо-католицькій церкві свідчить про антикатолицизм, і народила схожість з «більш ганебними аспектами антисемітизму». Канталамесса відповів, що він читав безпосередньо з листа, отриманого раніше того тижня від друга єврея; невизначений автор листа висловлював свою зневагу за те, що він вважав кричущий напад ЗМІ на Папу Римського. Речник Ватикану, отець Федеріко Ломбарді, пізніше зробив заяву про те, що Канталамесса не виступав як посадова особа Ватикану. У заяві також було додано, що порівняння Канталамесси могло «призвести до непорозумінь і не є офіційною позицією католицької церкви».

### Відвідини України
У грудні 2015 року Ран'єро Канталамеса відвідав Україну і провів реколекції для семінаристів у Львівській духовній семінарії Святого Духа.